# Boswellia sacra

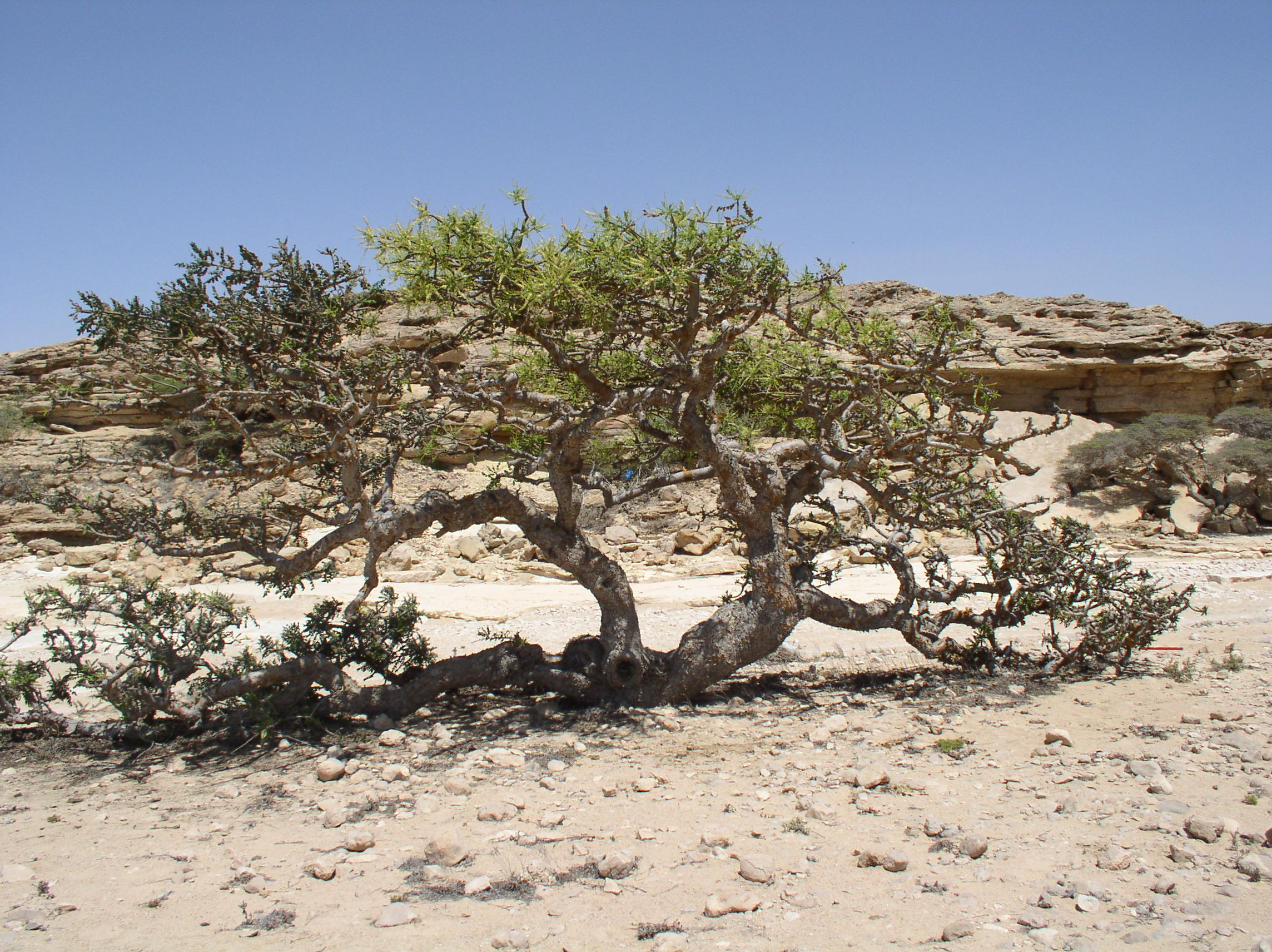
Boswellia sacra in Wadi Dowkah (Dhofar, Oman)

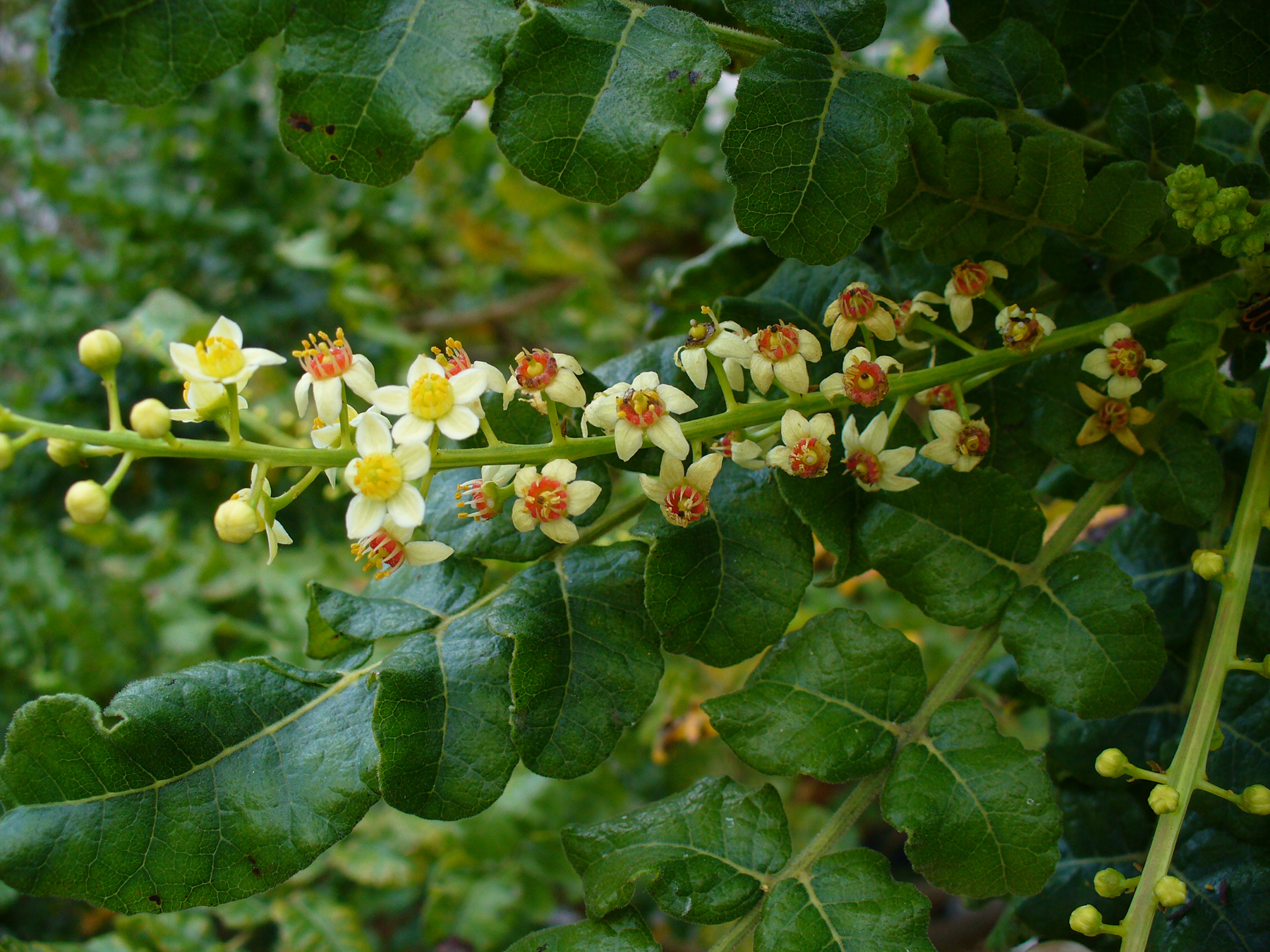
Blütenstand

Boswellia sacra (Synonym: Boswellia carteri) ist eine Pflanzenart, die zur Familie der Balsambaumgewächse (Burseraceae) gehört. Deutsche Namen sind „Somalischer Weihrauch“ oder „Arabischer Weihrauch“. Aus ihr wird, wie auch aus anderen Arten, Weihrauchharz (lateinisch Thus bzw. Olibanum) gewonnen.

## Verbreitung
Boswellia sacra (Synonym: Boswellia carterii Bird) wächst in Somalia, Oman und Jemen. Sie gedeiht nur in Trockengebieten. Sie wird auch in wenigen anderen Ländern angebaut.

## Beschreibung
Boswellia sacra wächst als kleiner, stark verzweigter, in der Trockenzeit laubabwerfender Baum mit dicken Ästen, der Wuchshöhen von etwa 4 bis 5 Meter oder etwas mehr erreicht. Die grau-bräunliche Borke ist papierartig und abblätternd.
Die wechselständigen und gestielten Laubblätter an den Zweigenden sind unpaarig gefiedert mit bis etwa 15–17 Blättchen. Die Rhachis ist kurz behaart und kantig. Die mehr oder weniger weich behaarten und fast sitzenden bis sitzenden Fiederblättchen sind ganzrandig oder gekerbt bis gesägt. Das vorderste Blättchen ist jeweils am größten.
Es werden achselständige und traubige, teils leicht haarige, lockere Blütenstände an den Zweigenden gebildet. Die kleinen, zwittrigen und sternförmigen, gestielten Blüten sind fünfzählig mit doppelter Blütenhülle. Die fünf ausladenden, eiförmigen Kronblätter sind weißlich, grünlich-weiß, hellgelb oder zart-rosafarben. Es sind zwei Kreise mit je fünf kurzen Staubblättern vorhanden. Der oberständige Fruchtknoten mit relativ kurzem, dickem Griffel mit kugeliger, kopfiger Narbe ist von einem fleischigen, gelben bis roten Diskus umgeben. Die Blütezeit liegt meist im April.
Es wird eine kleine, drei- bis fünfkantige, -teilige und verkehrt-eiförmige, mehrsamige Pseudo-Kapselfrucht mit Griffelresten gebildet.

## Inhaltsstoffe
Das Gummiharz Weihrauch enthält 50 bis 70 % Harzsubstanzen. Deren Hauptkomponenten sind die β-Boswelliasäuren. 20 % werden durch Schleimstoffe und 4–8 % aus ätherischem Öl gebildet. Des Weiteren ist Incensol enthalten.

## Nutzung
Boswellia sacra liefert langsam verbrennenden Weihrauch.
Im Gegensatz zu den anderen Weihrauchsorten riecht der in Somalia gewonnene Weihrauch nicht so stark zitronenartig. Die Harzfarbe des Weihrauchs ist tief honiggelb, die Körner sind meist 2 bis 5 mm groß.
Ein feiner „Grundgeruch“ stellt sich wie bei den anderen Weihrauchsorten erst nach einiger Zeit ein.
Das Gummiharz des Weihrauchs wird als Droge Olibanum oder Gummi Olibanum genannt, selten „Gummiresina Olibanum“. Pharmazeutisch ist es als Droge heute lediglich von der Stammpflanze Boswellia serrata erfasst (Olibanum indicum), zugelassene Fertigarzneimittel gibt es in den EU-Ländern keine. Hildegard von Bingen empfahl die Anwendung z. B. gegen Schwerhörigkeit.